# الدوري الإنجليزي لكرة القدم 2016–17
الدوري الإنجليزي لكرة القدم 2016–17 هو موسم من دوري كرة القدم الإنجليزي. فاز فيه نيوكاسل يونايتد.